# Warcraft: Orcs & Humans
Warcraft: Orcs & Humans ist ein Echtzeit-Strategiespiel des US-amerikanischen Spielentwicklers Blizzard Entertainment. Das Computerspiel erschien 1994 und gilt als einer der Urväter der Echtzeit-Strategiespiele und legte den Grundstein für das Warcraft-Franchise. 1995 wurde der Nachfolger Warcraft II: Tides of Darkness veröffentlicht.

## Handlung
Warcraft beschreibt eine mittelalterliche Fantasywelt und den Einfall der Horde der Orks mit Hilfe des sogenannten "Dunklen Portals" aus der fremden Welt Draenor in die von Menschen besiedelte Welt von Azeroth. In den jeweiligen Kampagnen geht es für die Menschen um die Abwehr der Orks, während die Orks die Menschen zu unterwerfen versuchen. Das Ergebnis der Ork-Kampagne, die Zerstörung der Hauptstadtfeste Sturmwind, gilt dabei im weiteren Serienverlauf als kanonisch.

## Spielprinzip
Warcraft übernimmt im Wesentlichen ein von Dune II und Herzog Zwei bekanntes Spielprinzip. Beide Parteien verfügen über einen ähnlichen Technologiebaum und unterscheiden sich vor allem in ihren Spezialfähigkeiten. Der Spieler wählt nach dem Spielstart eine Seite und führt entweder die Menschen oder die Orks zum Sieg. Während der Spieler in Dune II immer nur einer Einheit gleichzeitig Befehle erteilen kann, kann er in Warcraft mit Hilfe der sogenannten Multiselect-Funktion bereits Gruppen mit vier Einheiten bilden.

## Entwicklung
Die Idee zur Entwicklung eines Echtzeit-Strategiespiels kam den Entwicklern durch das Spielen von Dune 2. Begeistert vom Spielprinzip machten sie jedoch auch einige Schwächen wie etwa das Fehlen eines Mehrspieler-Modus aus, die sie mit einem eigenen Spiel angehen wollten. Blizzard-Mitarbeiter Patrick Wyatt begann vorerst allein mit den Arbeiten an einem Prototyp, für den er auch Kopien der Grafiken aus Dune 2 anlegte und zur Veranschaulichung verwendete. Erst 1994, kurz nach der Übernahme Blizzards durch Davidsson & Associates, wurde das Team mit Ron Millar, Sam Didier, Stu Rose, Bob Fitch, Jesse McReynolds, Mike Morhaime, Mickey Nielsen und weiteren Entwicklern aufgestockt und erhielt sein finales Konzept als Fantasy-Strategiespiel. Bis zu diesem Zeitpunkt handelte es sich, mit Ausnahme der Multiselect-Funktion, um einen reinen technischen Klon von Dune 2, ein Vorwurf, der auch nach der Veröffentlichung immer wieder erhoben wurde.
Die Namensgebung des Spiels ging auf Blizzard-Mitbegründer Allen Adham zurück. Dieser kam während eines allgemeinen Brainstormings mit der Idee auf, unter diesem Namen eine Reihe von Kriegsspielen in verschiedenen historischen Kontexten (antikes Rom, Vietnamkrieg etc.) zu veröffentlichen. Die Zusammengehörigkeit sollte, ähnlich wie bei der sogenannten Gold-Box-Rollenspielreihe von SSI aus den 1980ern, durch ein einheitliches, weißes Coverdesign und den einheitlichen Serientitel mit Verweis auf das Szenario im Untertitel deutlich gemacht werden. Doch Ron Millar und Sam Didier verspürten wenig Interesse, eine historische Kriegssimulation zu entwerfen, und schlugen stattdessen ein Fantasy-Szenario mit Orks und Menschen im Stil von Warhammer Fantasy oder Dungeons & Dragons vor. Daraus resultierte schließlich der Titel Warcraft: Orcs & Humans. Ursprünglich wollte Allen Adham für das Spiel eine Lizenz des Tabletop-Rollenspiels Warhammer erwerben, doch wegen einer Mischung aus schlechten Erfahrungen mit Lizenzgebern, unrealistischen Vorstellungen und dem Wunsch nach einer eigenen Lizenz kam es zu keinem Abkommen. Dennoch bildete Warhammer einen maßgeblichen Einfluss für das optische Design des Spiels.
2011, Jahre nach dem Ende des offiziellen Supports durch Blizzard, wurde von Fans durch Reverse Engineering und statisches Rekompilieren eine inoffizielle ARM-Version von Warcraft: Orcs & Humans für das Pandora-Handheld erstellt.

## Rezeption
Die Inspiration bei Dune II – Kampf um Arrakis sei positiv zu bewerten. Das Spiel sei abwechslungsreich und übersichtlich. Grafisch stelle es keine Weiterentwicklung dar. Dennoch seien die Animationen gelungen. Die Soundeffekte seien witzig, die Sprachausgabe komme häufig zur Geltung und die Musik sei stimmungsvoll. Der Mehrspielermodus sorge für Langzeitmotivation. Warcraft sei einsteigerfreundlich, die Bedienung sehr geradlinig. Die Mischung aus Erkundung, Wirtschaft und Einheitenkampf. Das Vorgehen der Computergegner sei wenig strategisch, die beiden Fraktionen nahezu identisch. Der Umfang der Kampagne sorge für ausreichend Spieldauer. Plumpe Taktiken führen häufig nicht zum Sieg.
Das Spiel war ein finanzieller Erfolg und verkaufte sich 100.000-mal im ersten Jahr.

## Verfilmung
Blizzard produzierte in Zusammenarbeit mit den beiden Filmstudios Legendary Pictures und Universal Pictures Warcraft: The Beginning. Bei dem Film handelt es sich um die erste Realverfilmung eines Blizzard-Spiels und erzählt mit einigen Freiheiten die Geschehnisse aus Warcraft: Orcs & Humans und basiert zudem auf Teilen des Buches World of Warcraft – Der Aufstieg der Horde.
Der Film kam am 26. Mai 2016 in 2D, 3D und IMAX 3D in die deutschen Kinos.